# La Habana Vieja

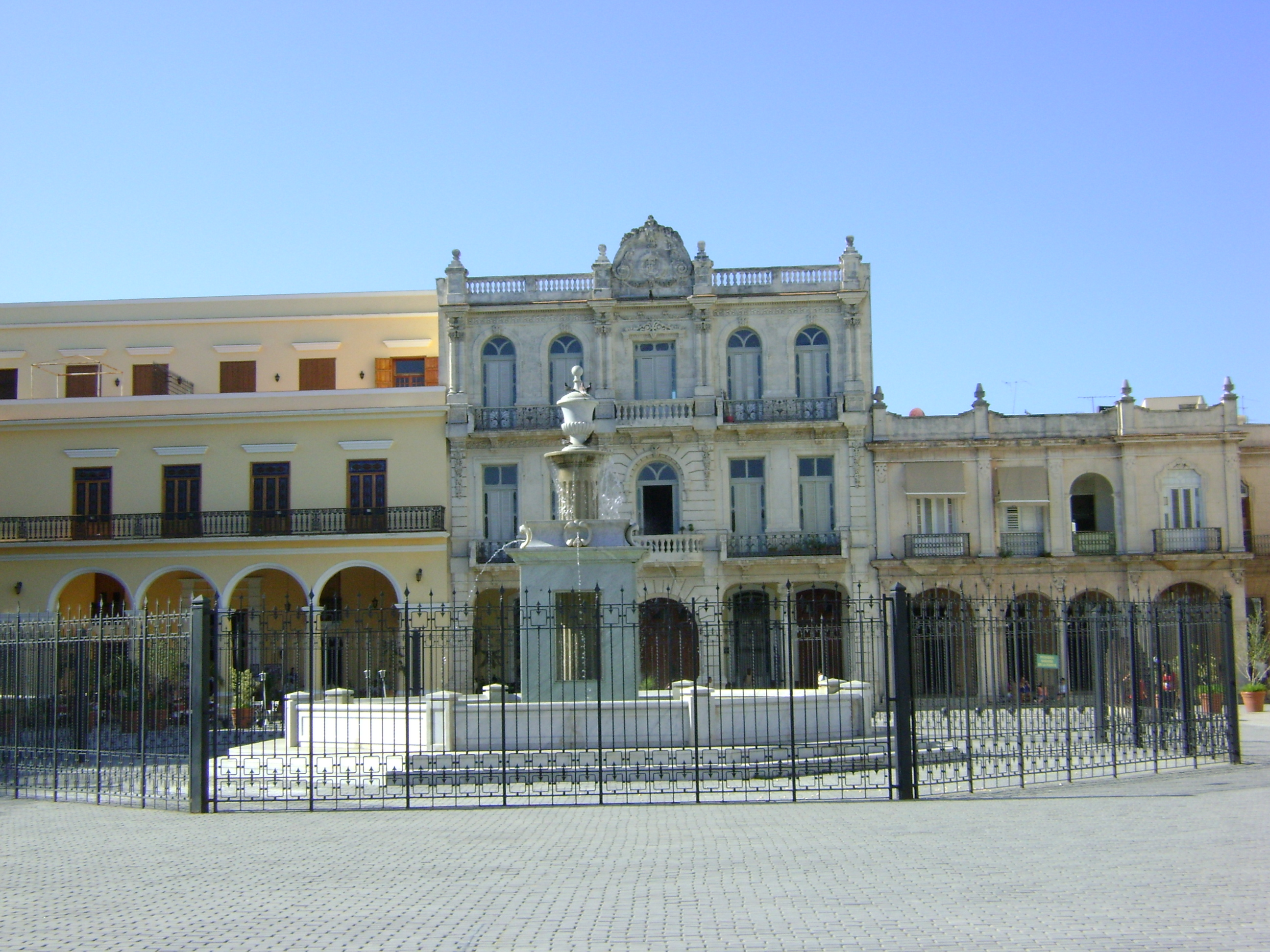
Plaza Vieja de La Habana.

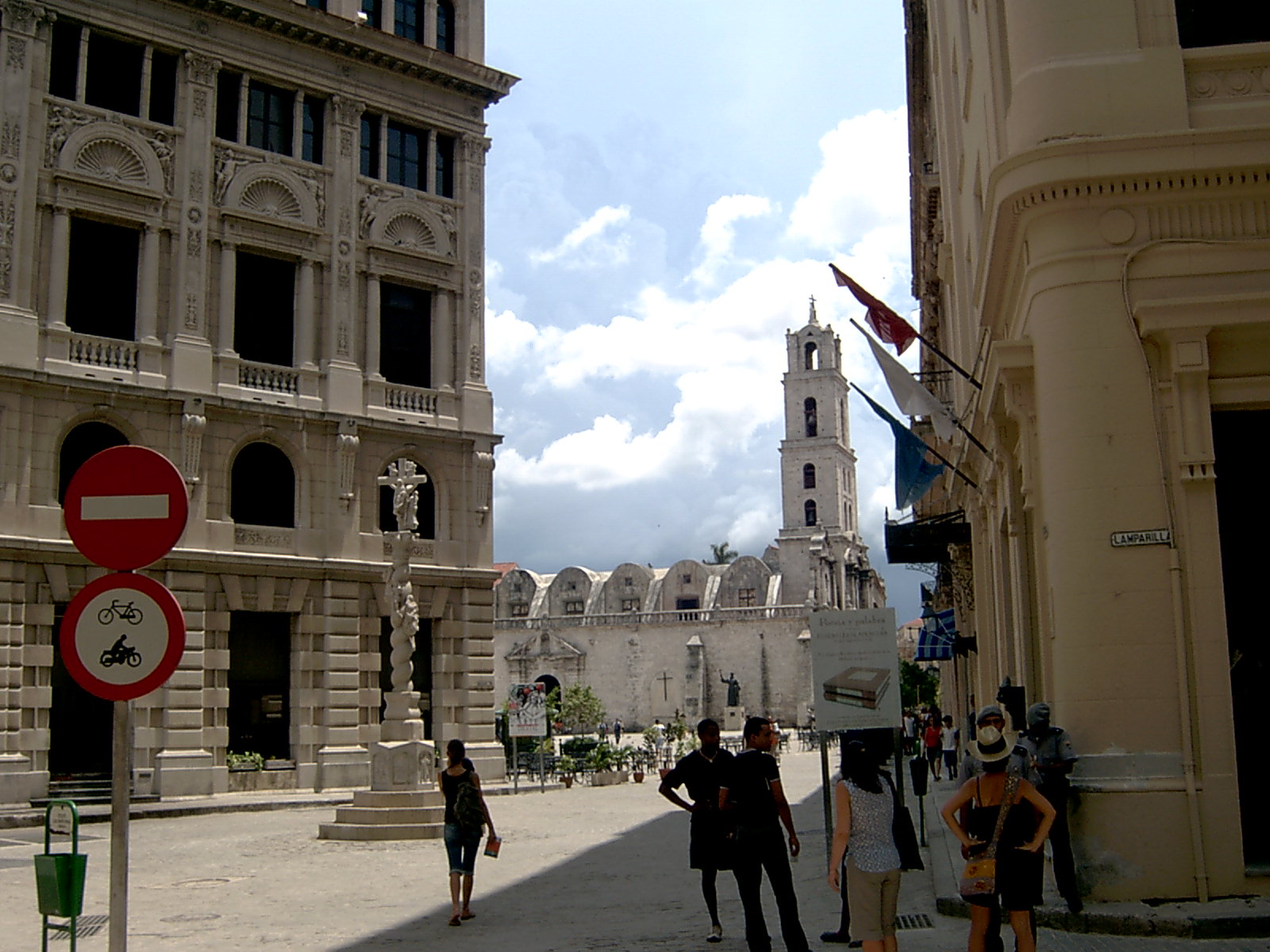
Plaza de San Francisco.

La Habana Vieja es la zona más antigua de la ciudad de  La Habana capital de Cuba. En su conjunto posee un trazado urbanístico semejante a una gran lente biconvexa de unos 5 km² de superficie, donde todavía quedan restos de las murallas que durante dos siglos la protegieron con un cerco de piedras y la configuraron como un recinto militar defensivo. El derribo de la muralla se inició en 1863. 
Debido a la naturaleza cosmopolita de sus habitantes a través de la historia, La Habana Vieja es el reflejo de una mezcla de estilos arquitectónicos y el testimonio de diferentes épocas: Corona española, británicos, franceses y estadounidenses. Cuando estuvo en manos del gobierno interventor de Estados Unidos, las viejas construcciones coloniales fueron demolidas para levantar otras imponentes con fachadas neoclásicas. Durante la década de los 90 del siglo XX comienza el rescate del ambiente histórico de La Habana Vieja, impulsado por la oficina del historiador de la ciudad, que había dejado los edificios y monumentos sin mantenimiento por más de cuarenta años. Desde entonces se lleva a cabo un trabajo de investigación y restauración, el cual se lleva a cabo por los habitantes de La Habana Vieja. En esta actividad ha tenido un peso considerable la labor de dirección y planificación de la Oficina del Historiador de la Ciudad.
En 1982, La Habana Vieja fue declarada Patrimonio de la Humanidad por la Unesco. 
En la actualidad, La Habana Vieja es una de las zonas más turísticas de La Habana debido a la restauración de iglesias, fortalezas y otros edificios históricos. Además La Habana Vieja dispone de restaurantes de todo tipo: desde los paladares hasta restaurantes gourmet e internacionales. También se encuentran muchas librerías, museos y tiendas (ropa, artesanías, suvenires). Debido a la gran cantidad de turistas la vida en La Habana Vieja es muy activa y en ella se llevan a cabo ferias de artesanías, libros, presentaciones artísticas, etc.

## Plazas, castillos, fortalezas, y un viaje a vieja Habana
Las principales plazas de este sector de La Habana son las de Armas, de San Francisco, la Vieja, la del Cristo y la de la Catedral. En su origen, cada una de ellas tenía un cometido diferente, lo que supuso un avance notable con respecto a las capitales del Viejo Continente, que solían disponer de una única plaza principal para todos los cometidos. Por su parte, sus castillos son el Real Fuerza, ubicado en la Plaza de Armas; y el conjunto conformado por el Tres Reyes Magos del Morro, y la San Carlos de la Cabaña, ubicados en el Parque Histórico Militar Morro Cabaña, al otro lado de la bahía, que completan el cierre defensivo de esta zona de la capital.

## Otros edificios notables

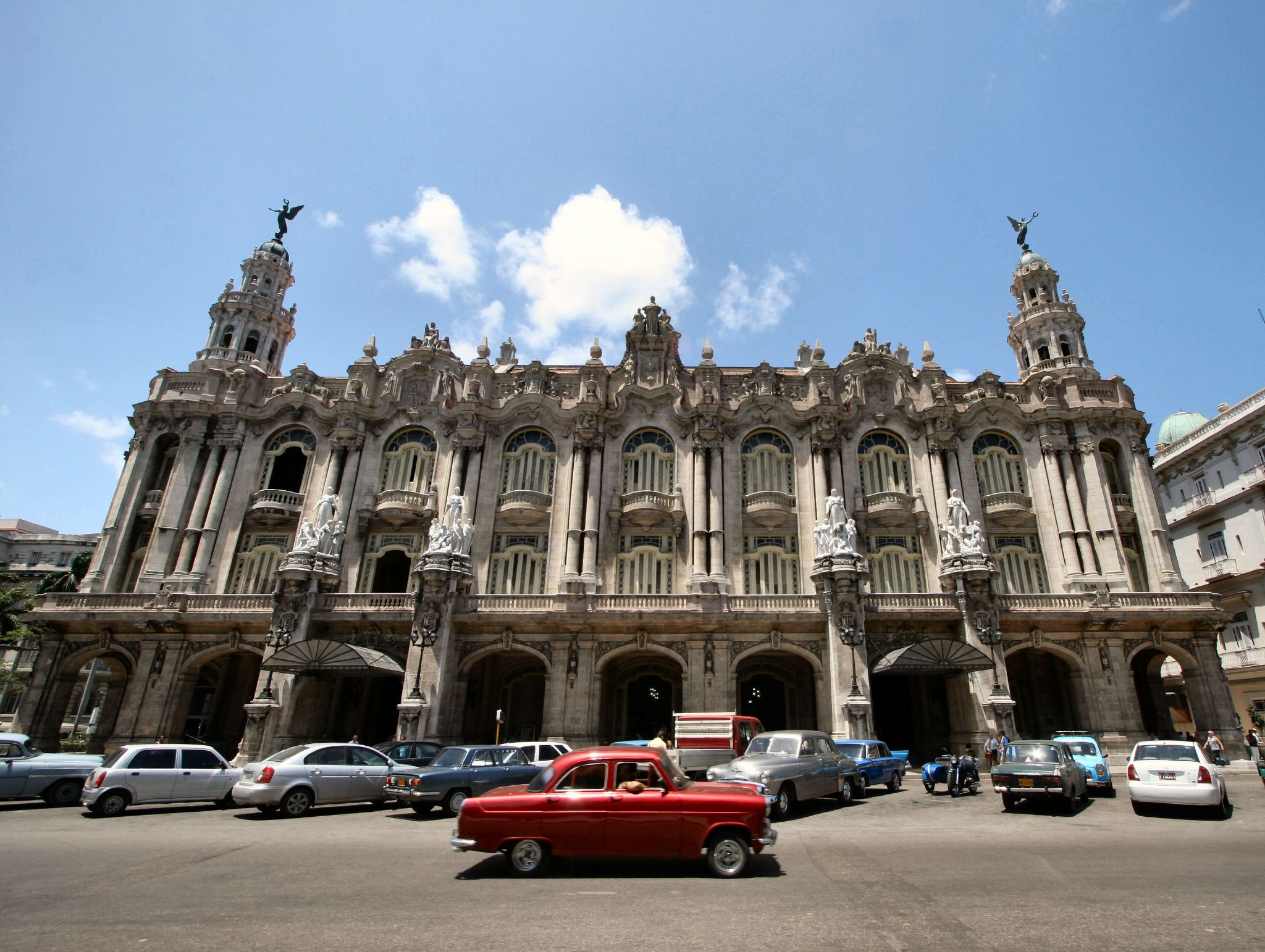
El Gran Teatro de La Habana (Gran Teatro de La Habana), fue inaugurado oficialmente en 1838 en un edificio conocido como el Palacio del Centro Gallego.

Otros edificios notables son la catedral de La Habana, el hotel Inglaterra, el hotel Ambos Mundos, el bar y restaurante Floridita, la Bodeguita del Medio, el Gran Teatro de La Habana "Alicia Alonso", el Museo de la Revolución, el edificio Bacardí, el Museo del chocolate, la terminal de Ferrocarriles, la Alameda de Paula, la Iglesia Ortodoxa Rusa, la Casa del Ron, el Ministerio de Finanzas y Precios, la Casa de Asia, hotel Sevilla, el cine Payret, el Museo Palacio de los Capitanes Generales, el museo de Armas, El Templete y el Museo Nacional de Bellas Artes.

## Ubicación geográfica y organización territorial
El municipio de La Habana Vieja es uno de los más pequeños de la ciudad, con una extensión geográfica de 4,32 km². Se divide en 7 Consejos Populares: Prado, Catedral, Plaza Vieja, Belén, San Isidro, Jesús María y Tallapiedra. 
El Centro histórico de la ciudad abarca casi el 50% de la superficie municipal (2,14Km2). El municipio colinda por el norte con el Malecón habanero; por el sur, con los municipios de San Miguel del Padrón y Diez de Octubre; por el este, con el municipio de Regla y la Bahía de La Habana; y por el oeste, con los municipios Centro Habana y Cerro.

## Calles famosas
- Paseo del Prado
- Calle Obispo
- Malecón habanero
- Alameda de Paula
- Avenida del Puerto

## Monumentos
- Monumento al General Máximo Gómez
- Fuente de la India
- Fuente de Neptuno

## Galería

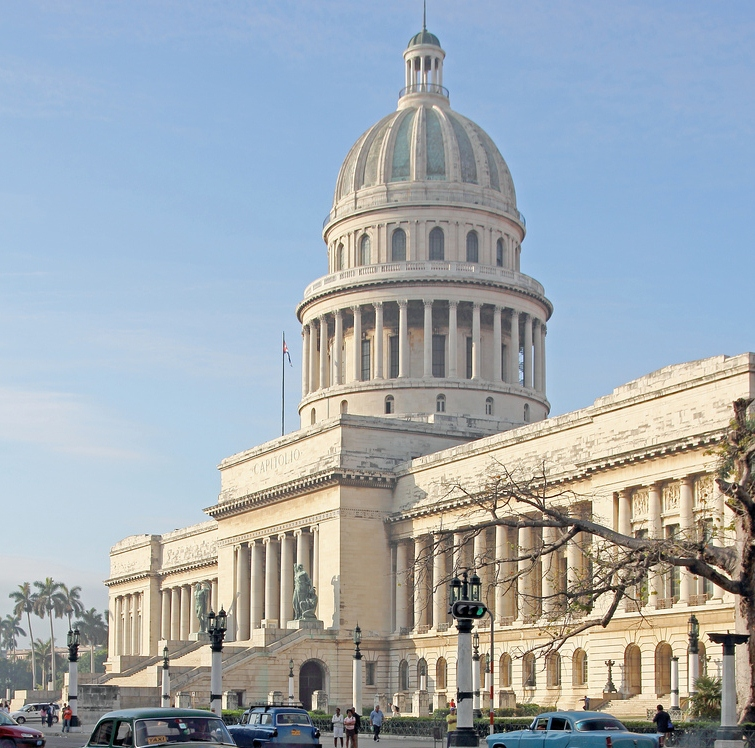
Capitolio Nacional.
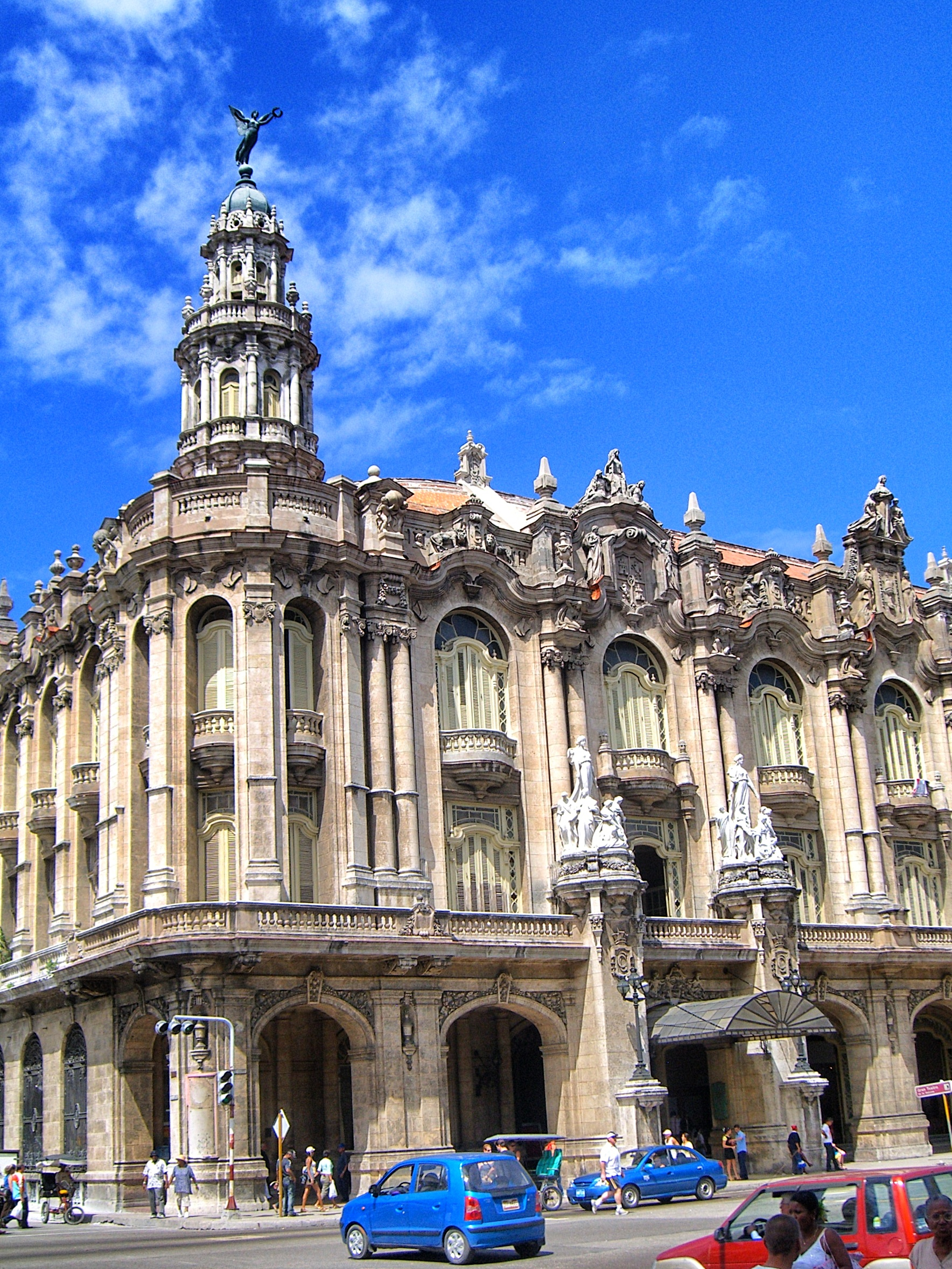
Gran Teatro.
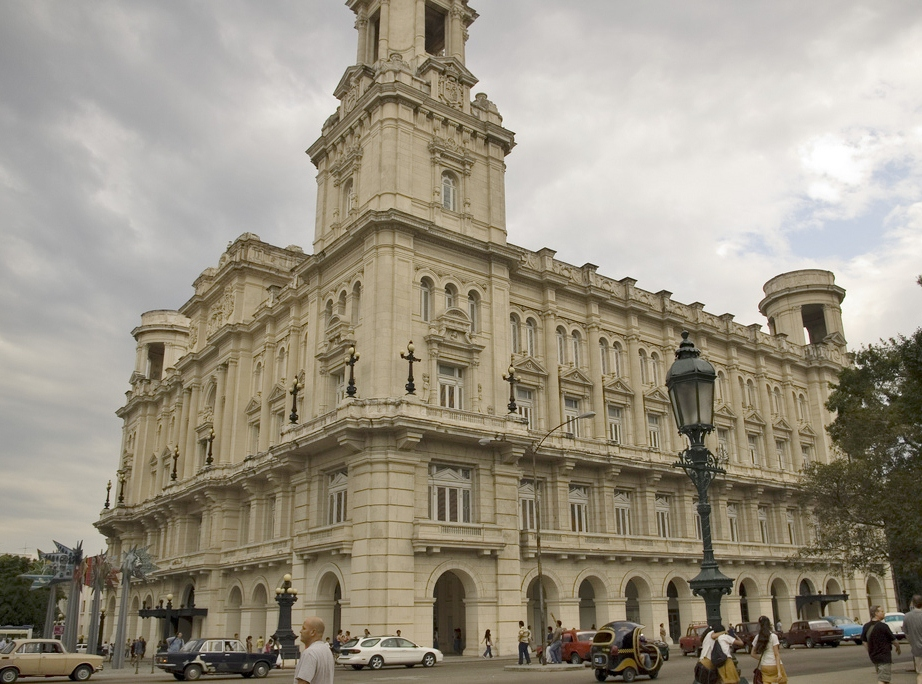
Museo Nacional de Bellas Artes.
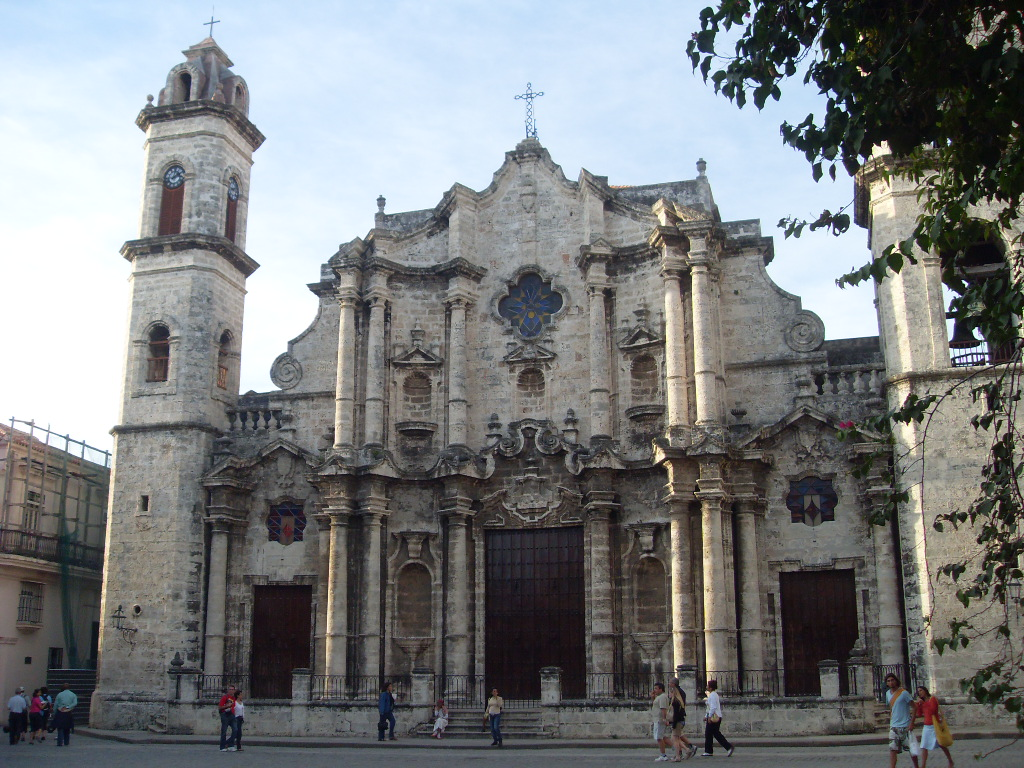
Catedral.
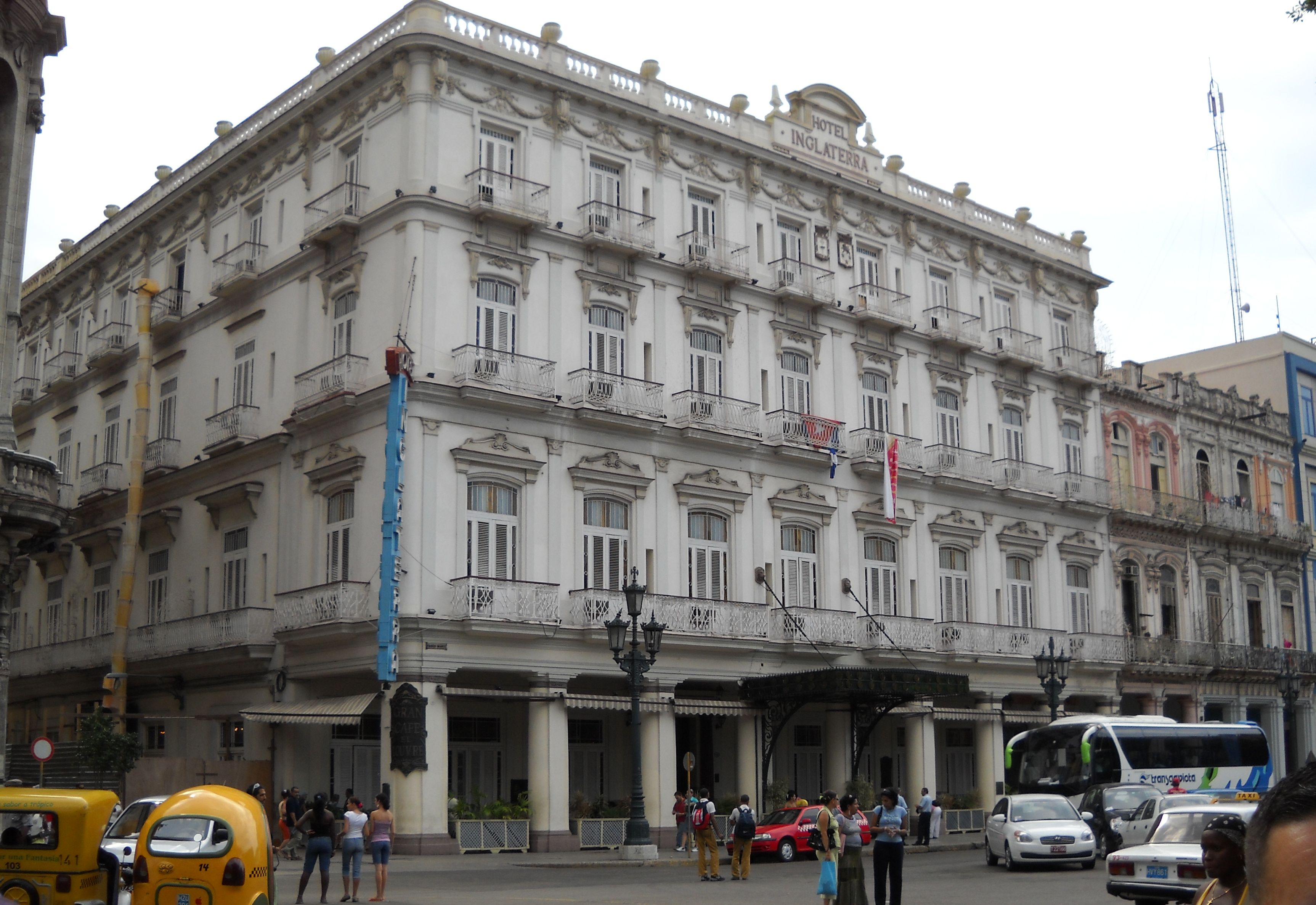
Hotel Inglaterra.
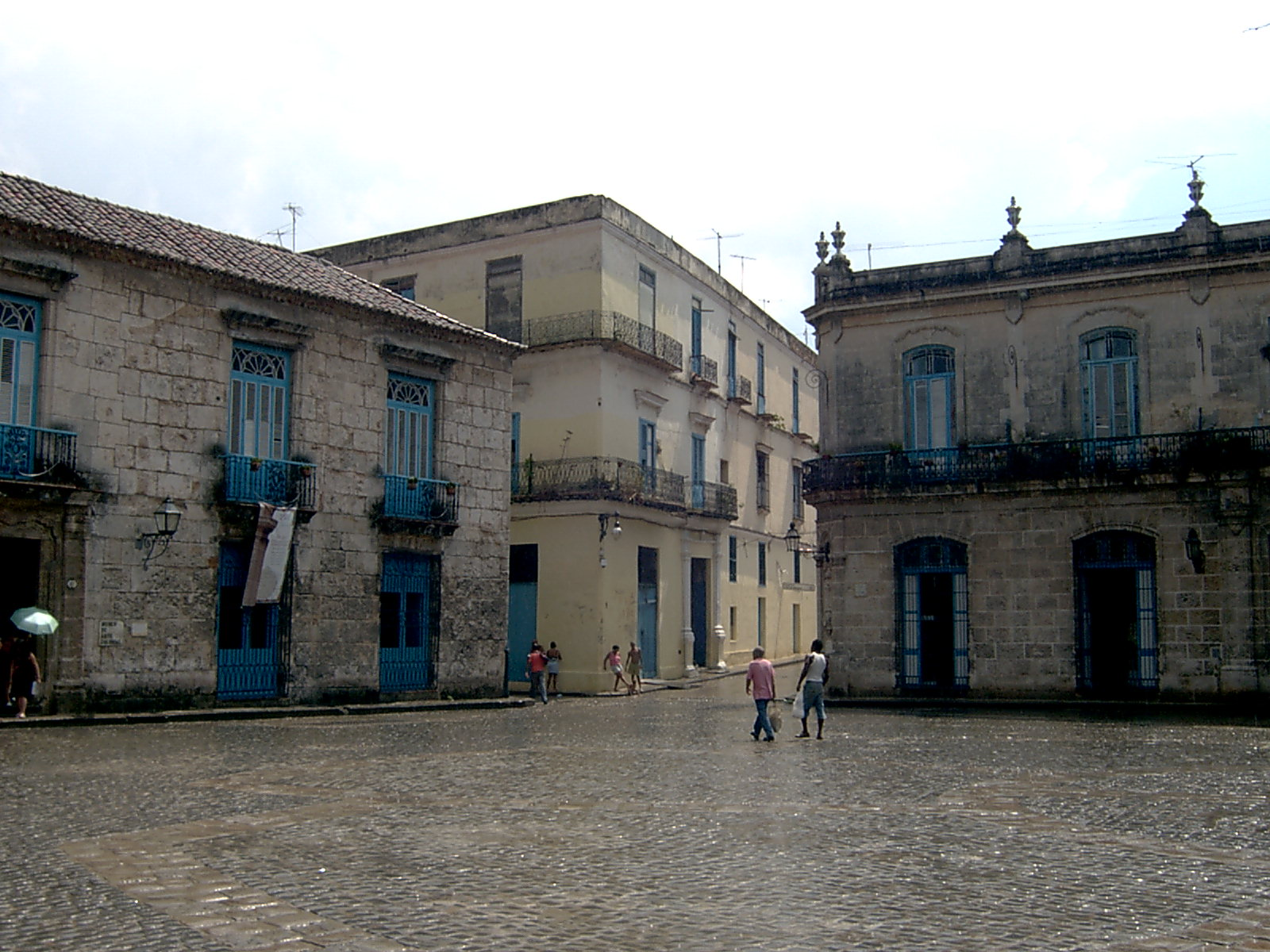
Plaza de la Catedral.
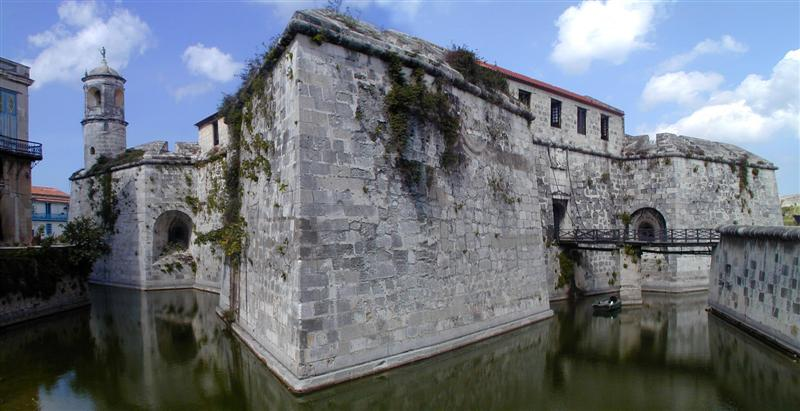
Castillo de la Real Fuerza.
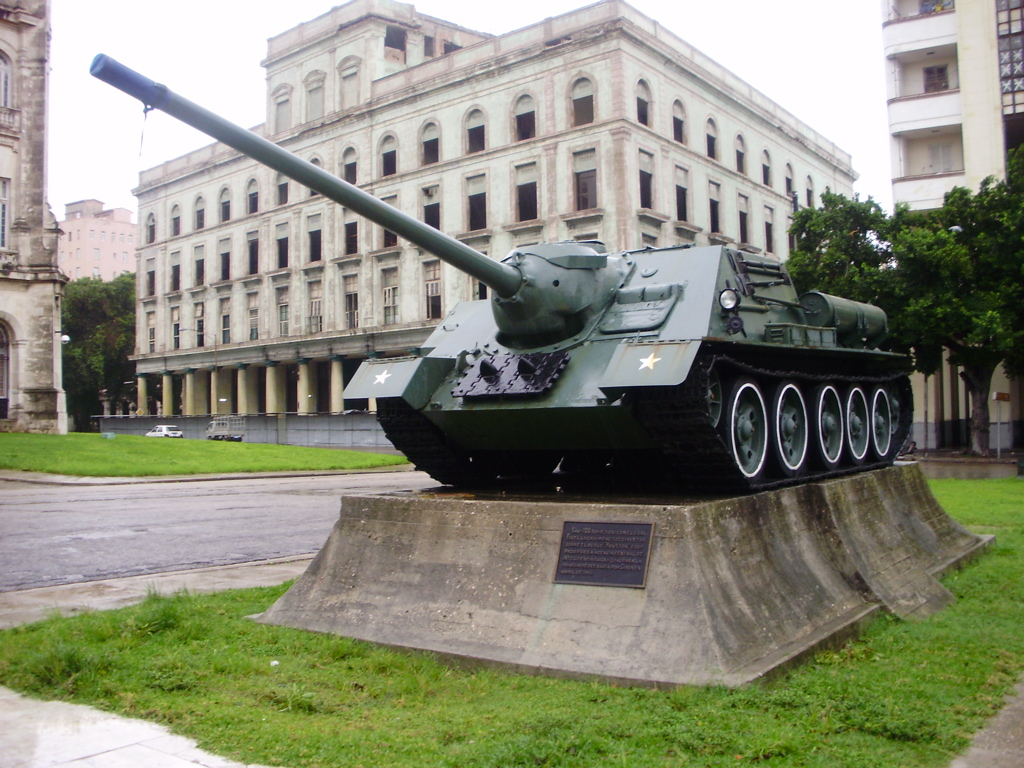
Museo de la Revolución.
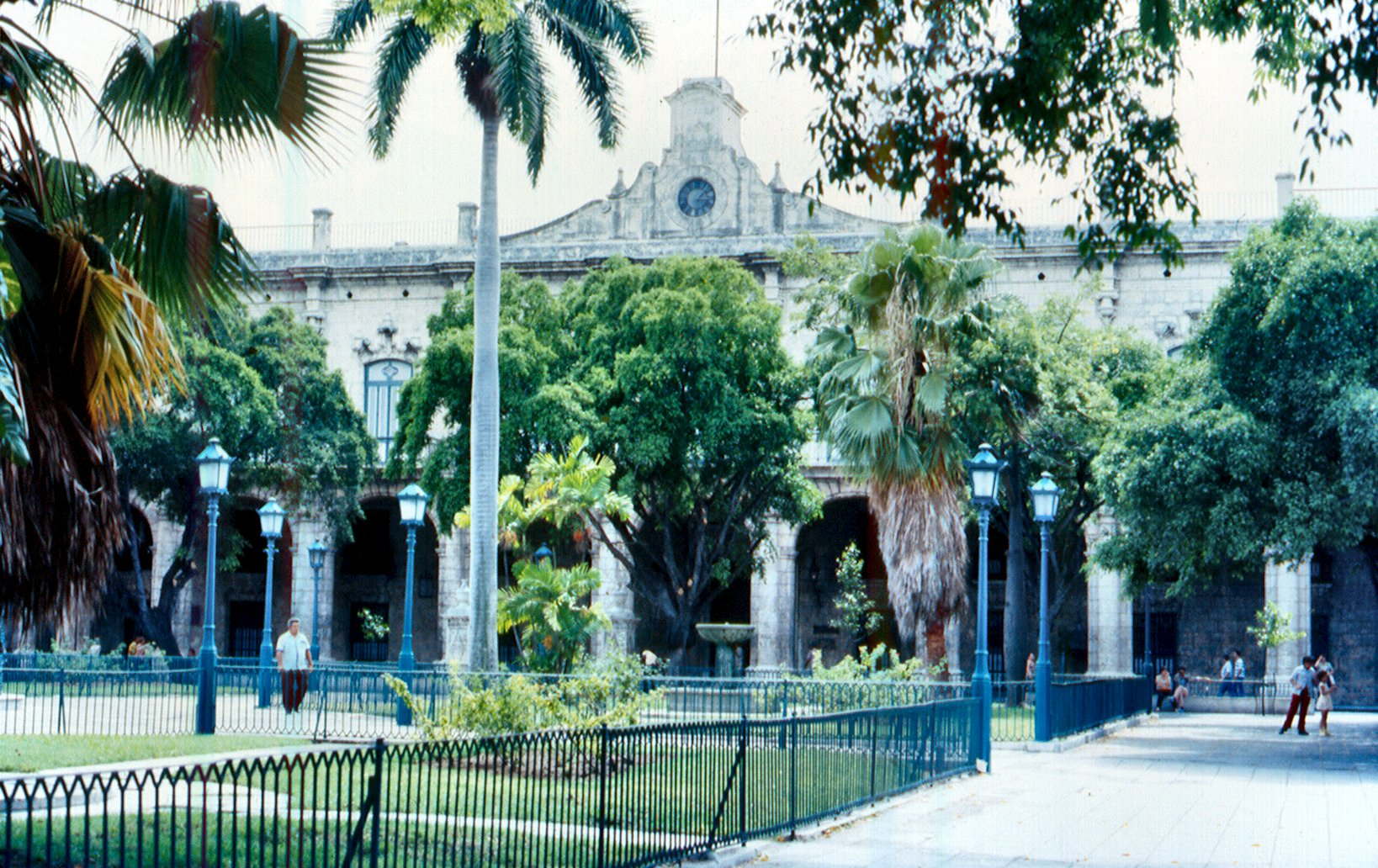
Palacio de los Capitanes Generales.
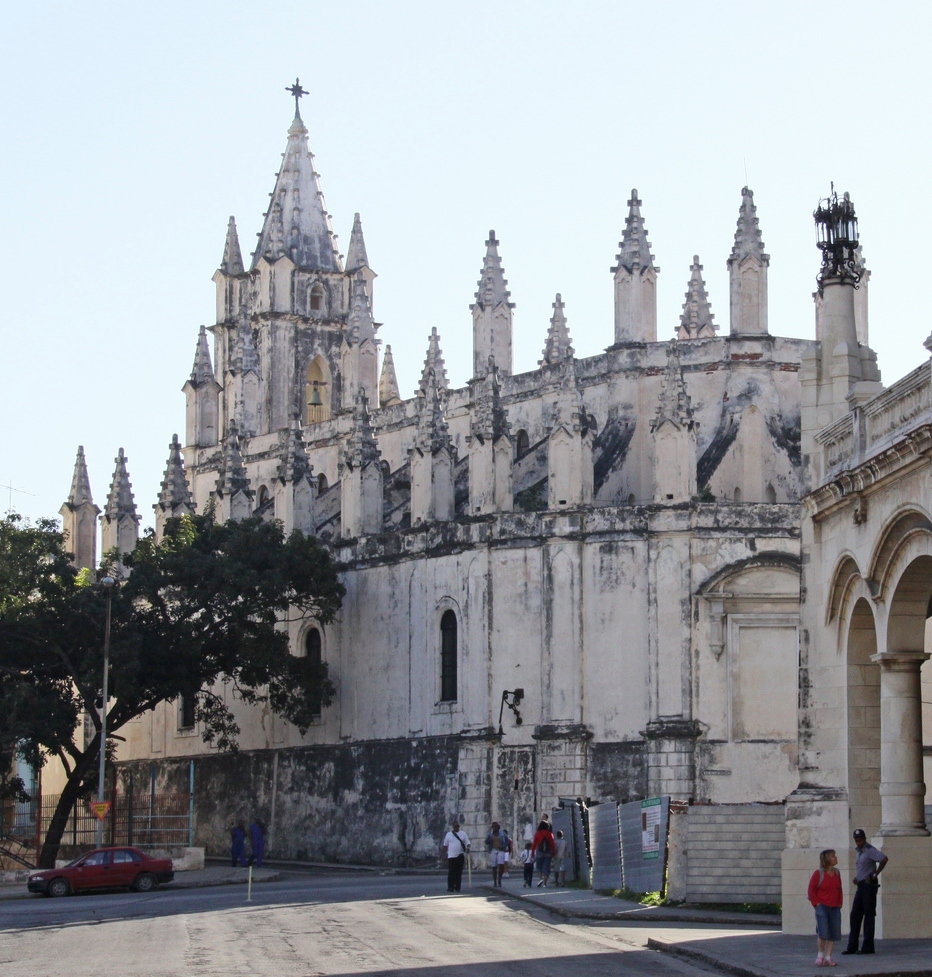
Iglesia del Santo Ángel Custodio.
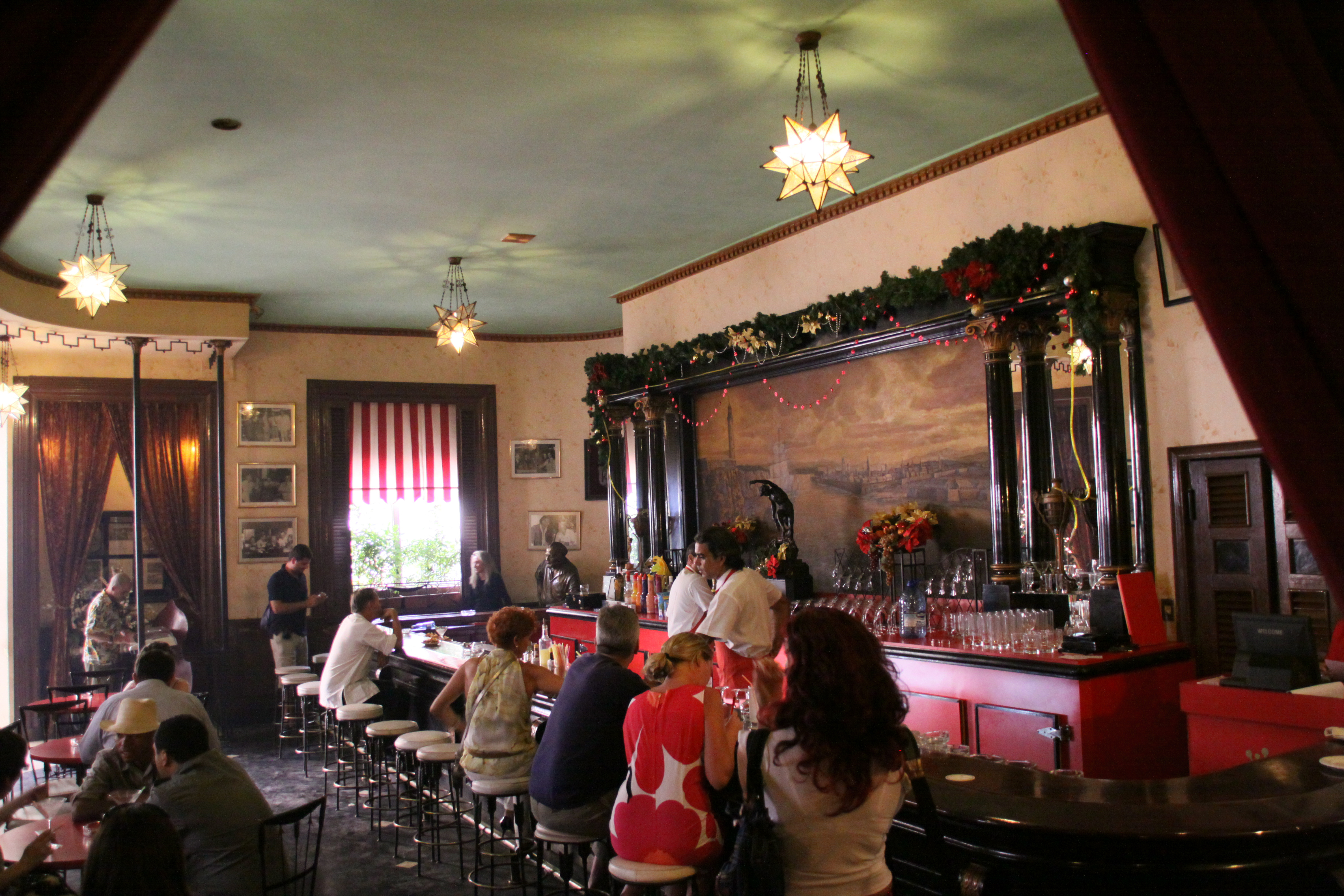
El Floridita.
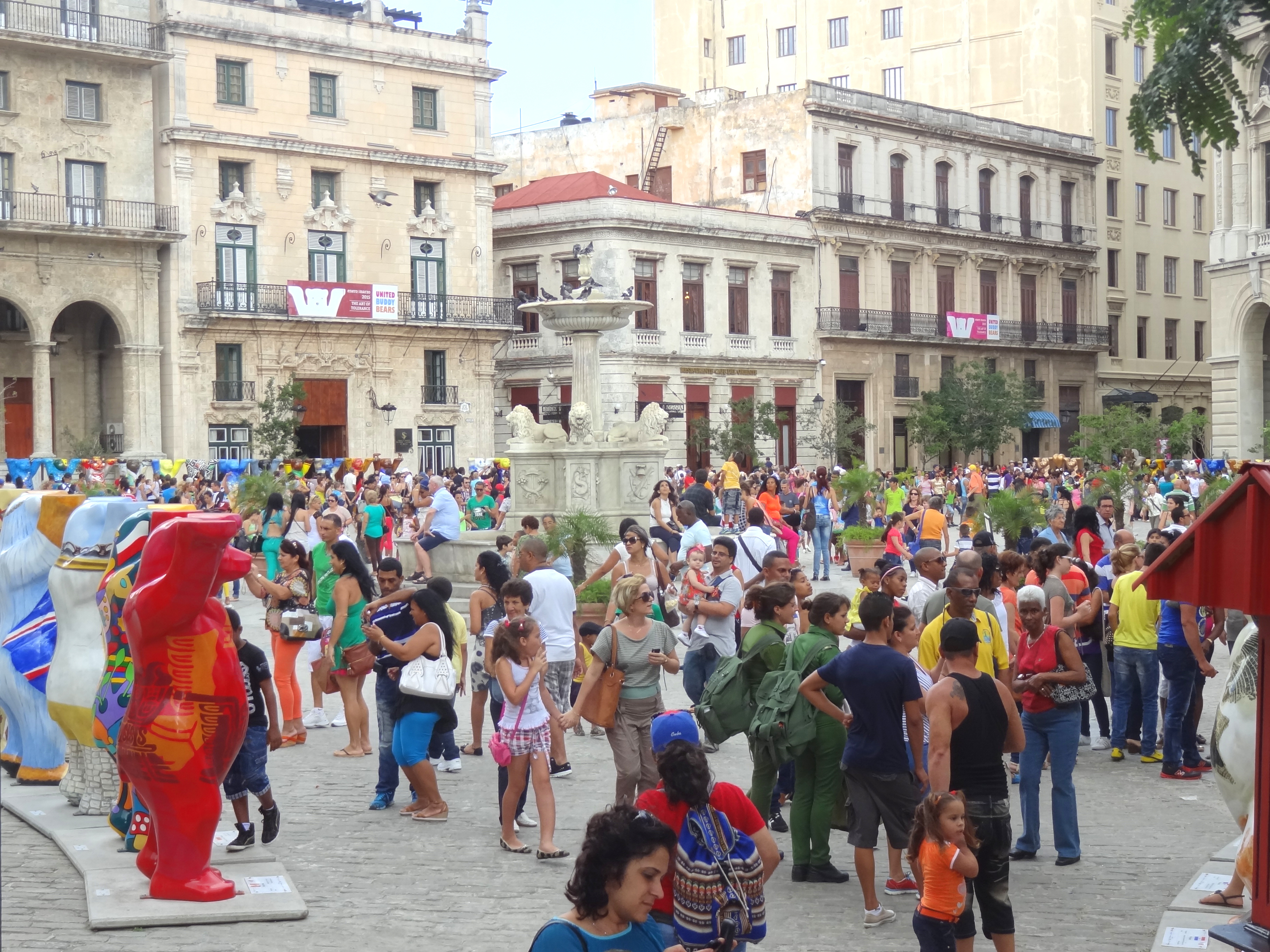
Plaza San Francisco de Asís: La plaza suele utilizarse para realizar exposiciones artísticas, como la exposición de los United Buddy Bears tuvo lugar en 2015 y que constaba de 128 esculturas de dos metros de alto, cada una pintada por un artista de uno de los 128 países.

## Ciudades hermanadas
- Castelldefels,  España
- Córdoba,  España
- San Cristóbal de La Laguna,  España
- Torrelavega  España
- Vivero, Lugo,  España
- Chirivella,   España
- Tepic, Nayarit,  México (2002)[3][4]
- Guanajuato, Guanajuato,  México (1999)[3][4]
- Guadalupe, Zacatecas,  México (2012)[3][4]
- San Miguel de Allende Guanajuato,  México (2000)[5][3][4]
- Morelia Michoacán,  México (1999)[5][6]
- Isla Mujeres Quintana Roo,  México (1998)[5][7]
- Ciudad Valles San Luis Potosí (2004)[8][6][9]
- Tlaquepaque (1997)[3][4]
- Ciudad Guzmán (2001)[3][4]
- Silao (2001)[3][4]
- Atarjea (2003)[3][4]
- Huanímaro (2004)[3][4]